# Ostřice Micheliova
Ostřice Micheliova (Carex michelii) je druh jednoděložné rostliny z čeledi šáchorovité (Cyperaceae).

## Popis
Jedná se o rostlinu dosahující výšky nejčastěji 20–40 cm. Je vytrvalá, slabě trsnatá s plazivými oddenky a tenkými výběžky. Listy jsou střídavé, přisedlé, s listovými pochvami. Lodyha je delší než listy, tupě trojhranná a spíše hladká. Čepele jsou asi 3–5 mm široké, trochu žlábkovité nebo ploché, tmavozelené. Pochvy dolních listů jsou šedavé až hnědavé, rozpadavé na světlá vlákna, i bazální jsou čepelnaté. Ostřice Micheliova patří mezi různoklasé ostřice, nahoře jsou klásky čistě samčí, dole čistě samičí. Samčí klásek bývá pouze jeden, samičí bývají 1–2, krátce stopkaté. Listeny jsou kratší než květenství, dlouze pochvaté. Okvětí chybí. V samčích květech jsou zpravidla 3 tyčinky. Čnělky jsou většinou 3. Plodem je mošnička, která je asi 6–7 mm dlouhá, zelená až žlutozelená, za zralosti hnědavá, vejcovitá až elipsoidní, zobánek je 2–3 mm dlouhý, hluboce dvouzubý. Každá mošnička je podepřená plevou, která je světle hnědá se zeleným kýlem a světlejším lemem. V ČR kvete nejčastěji v březnu až v květnu. Počet chromozómů: 2n=70.

## Rozšíření
Ostřice Micheliova roste hlavně ve střední a jihovýchodní Evropě, na východ zasahuje až do Asie.

## Rozšíření v Česku
V ČR roste poměrně běžně v teplých oblastech jižní Moravy, většinou ve světlých lesích, jako jsou panonské dubohabřiny a v teplomilné doubravy. V Čechách je mnohem vzácnější, roste jen v teplých a suchých oblastech středních a severních Čech a na vápencích v Pošumaví (vrch Minovka u Sušice a Vyšenské kopce u Čes. Krumlova).

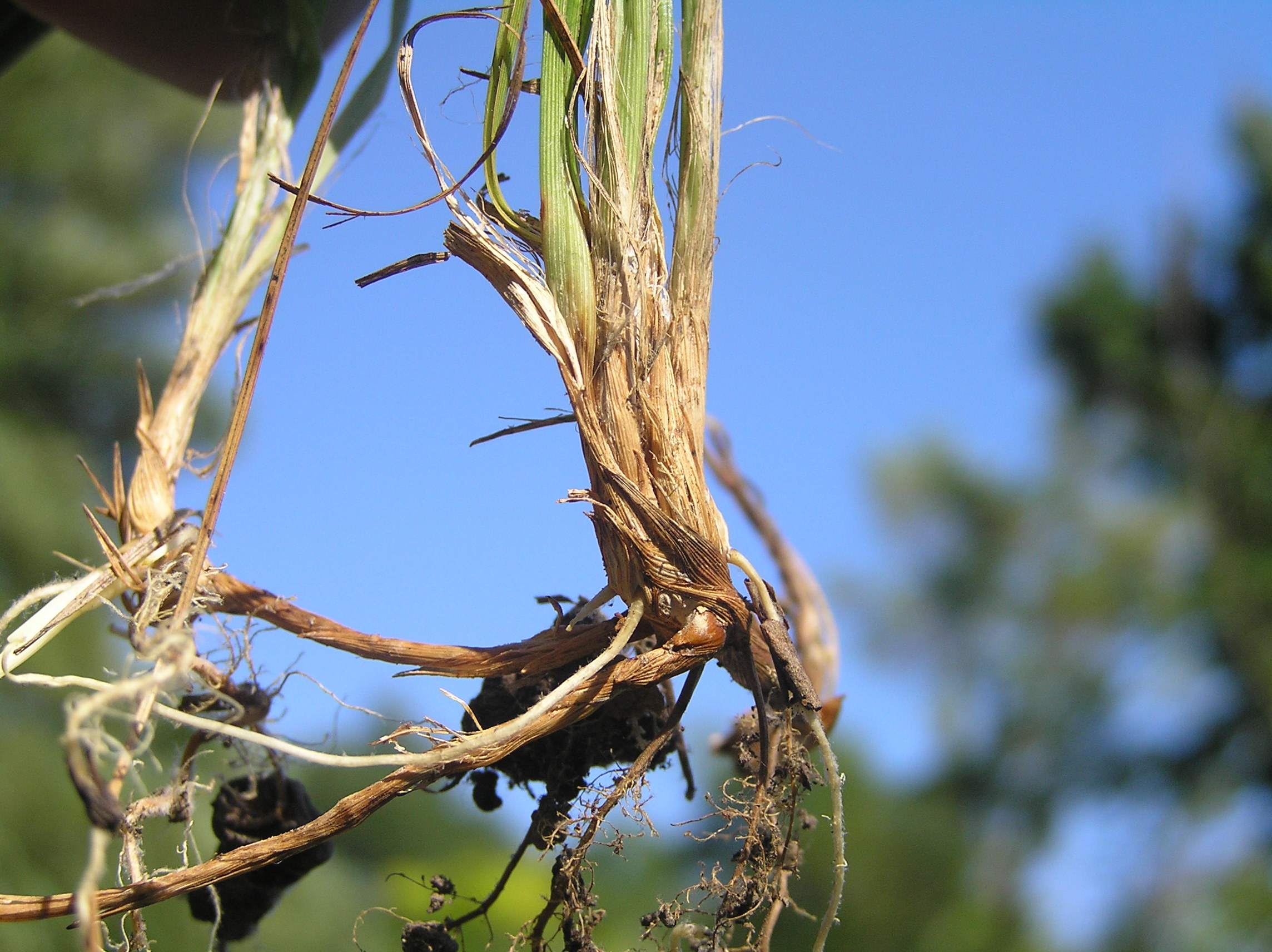
báze lodyhy